# Königlicher Palast (Lesotho)
Der Königliche Palast (englisch Royal Palace) bezeichnet zwei Paläste des Königs von Lesotho. Einer ist seit den 1970er Jahren in Benutzung, der ihn ersetzende Palast befindet sich seit 2011 im Bau.

## Aktueller Palast
Der derzeitige königliche Palast (29° 37′ 9,6″ S, 27° 33′ 55,1″ O) wurde 1975/76 errichtet und steht in Matsieng, etwa 40 Kilometer südlich der Hauptstadt Maseru.

## Neuer Palast
Seit 2011 wird ein neuer königlicher Palast in Maseru errichtet. Seine Fertigstellung war für 2013 geplant, wurde dann aber auf April 2018 verschoben. Bis heute (Stand März 2020) ist der Palast, dessen Baukosten zunächst mit 160–200 Millionen Maloti und mittlerweile mit 450–500 Millionen Maloti angegeben werden, nicht fertiggestellt. Zuletzt zogen sich 2018 die Architekten vom Projekt zurück.
Im März 2020 wurde bekannt, dass ein in den Bau involviertes südafrikanisches Bau- und Planungsunternehmen zwischen 2015 und 2018 mindestens 50 Millionen Maloti durch falsche Rechnungen unterschlagen haben soll.
Beim Palast handelt es sich um ein modernes dreistöckiges Gebäude mit gläserner Kuppel und großem Schwimmbad.